# Atkinsia
Atkinsia é um género de angiospérmica da família das Malvaceae.
Este género contém as seguintes espécies:
- Atkinsia cubensis